# Schienenauto

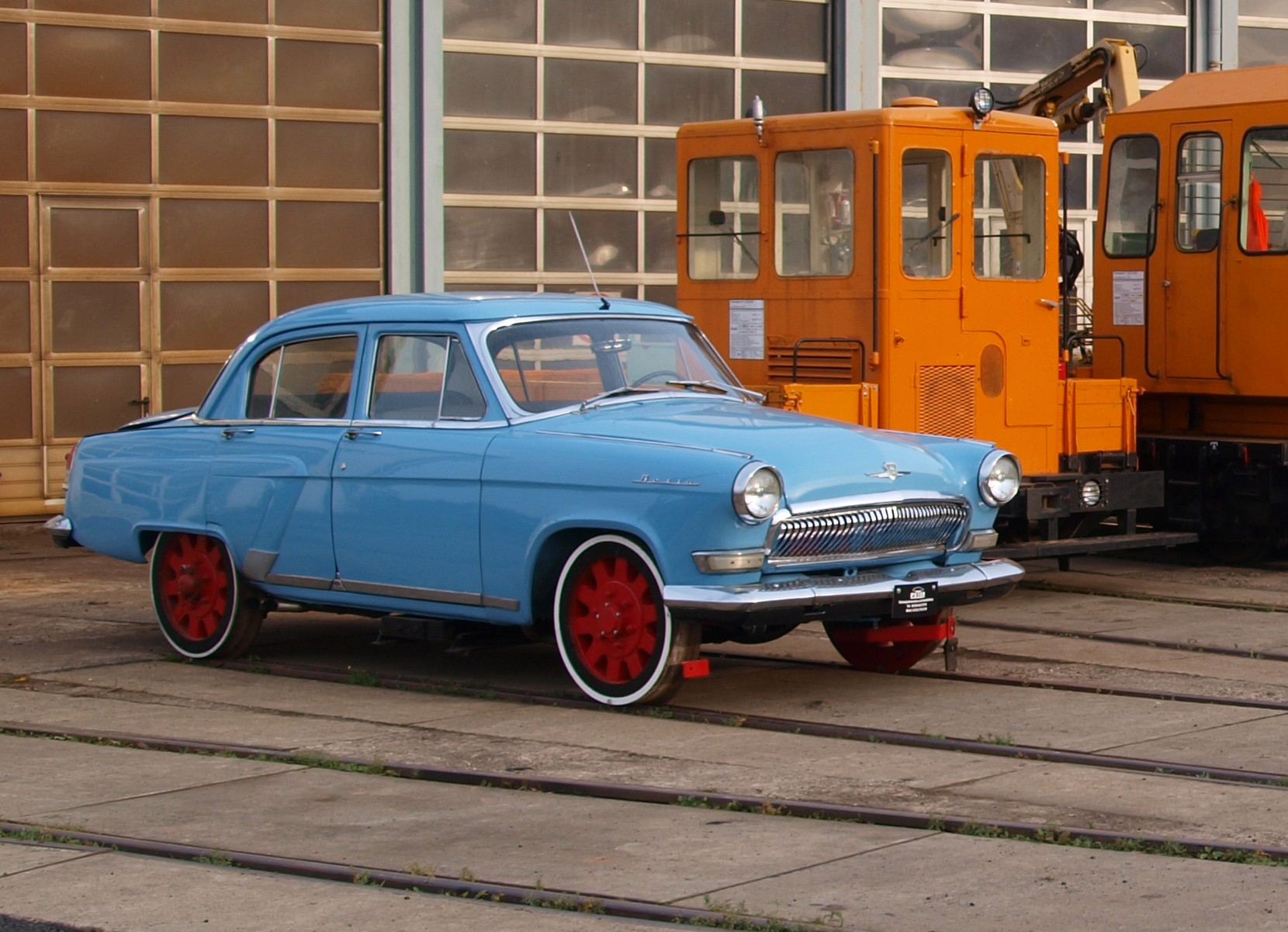
Ein GAZ M-21 Wolga als Schienenauto der JŽ in Vacha

Schienenauto ist eine Bezeichnung für schienengebundene Straßenfahrzeuge.
Noch heute gibt es Straßenfahrzeuge mit Schienenfahrgestellen. Das sind z. B. Lieferwagen für den Fahrleitungsunterhalt, Bagger, Feuerwehrfahrzeuge und Lastkraftwagen. Früher enthielten Lastkraftwagen und Omnibusse ungefähr dieselbe Achsbreite wie normalspurige Schienenfahrzeuge. Daher konnten die Straßenräder durch Schienenräder ersetzt werden. In Spanien wird diese Methode dank der Breitspur noch heute angewendet – vor allem für den Unterhalt von Fahrleitungen und Gleisanlagen.
Wird ein solches Fahrzeug für Bahndienstzwecke verwendet, kann es auch als Motordraisine bezeichnet werden.